# パラゴン (駆逐艦)

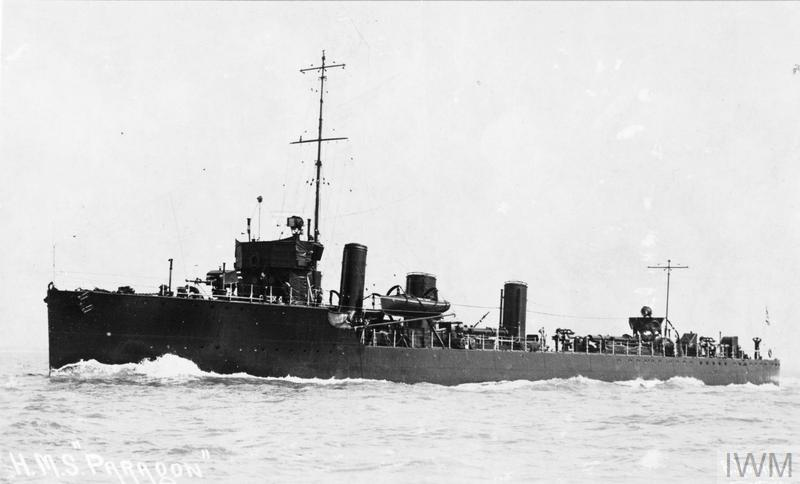
「パラゴン」

パラゴン (HMS Paragon) はイギリス海軍の駆逐艦。アカスタ級。
1913年2月21日進水。
グランドフリートの第4駆逐艦戦隊に属したが、ユトランド沖海戦には参加していない。1916年7月に第4駆逐艦戦隊はハンバー部隊に移った。同年11月21日、「パラゴン」はドーヴァーパトロールの第6駆逐艦戦隊に移った。
1916年12月23日、「パラゴン」は駆逐艦「Falcon」と衝突したが、損傷は軽微であった。1917年1月21日、「パラゴン」はドーヴァー西方で操舵装置が故障し、曳航された。
イギリス海峡には機雷原や網からなる対潜水艦用の堰が構築されていた。ドイツ軍が大規模な襲撃を計画していた3月17日夜、「パラゴン」は「Laertes」、「Laforey」、「Llewellyn」とともに堰の哨戒についた。もっとも東側に配置されていた「パラゴン」は7隻の駆逐艦からなるドイツ軍部隊と遭遇することになった。22時50分、「パラゴン」の見張りは接近してくる船を発見。「パラゴン」が誰何している最中に、先頭のドイツ駆逐艦「S49」の発射した魚雷2本のうちの1本が「パラゴン」の前部缶室に命中した。艦前部が失われたが、「パラゴン」の4インチ砲は3発ほど発射されたという。また、魚雷1本も発射されドイツ駆逐艦「G87」に命中したが、爆発しなかった。後ろに続くドイツ駆逐艦4隻は誤判断により戦場を離れたが、残る3隻は砲撃を行い、「パラゴン」は後部に2発被弾。さらに「G86」の発射した魚雷2本のうちの1本が命中して「パラゴン」は沈没した。
「Laforey」と「Llewellyn」が現場に来て救助作業を開始したが、その最中にドイツ駆逐艦の雷撃を受けて「Llewellyn」が被雷している。救助された「パラゴン」乗員は10名で、うち1名は3月19日に死亡した。